# Frank Orren Lowden

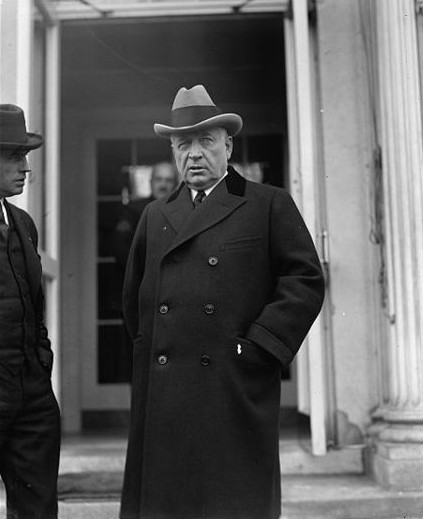
Frank Orren Lowden

Frank Orren Lowden, född 26 januari 1861 i Sunrise i Minnesota, död 20 mars 1943 i Tucson i Arizona, var en amerikansk republikansk politiker, jurist och storbonde. Han var guvernör i delstaten Illinois 1917–1921.

## Bakgrund
Frank Orren Lowden föddes som son till Lorenzo Lowden i Chisago County i Minnesota. Fadern hade varit med om att bygga skolhuset i Sunrise där han inledde sin skolgång. Familjen flyttade 1868 från Minnesota. Han bodde största delen av sin barndom på en bondgård i Iowa. Efter studier vid University of Iowa flyttade han till Illinois. Han studerade juridik vid Union College of Law, blev en framgångsrik advokat och träffade 1894 George Pullmans dotter Florence. Han gifte sig med Florence Pullman 29 april 1896. Lowden deltog i spansk-amerikanska kriget och undervisade sedan i juridik vid Northwestern University.

## Politisk karriär
Lowden var ledamot av USA:s representanthus 1906–1911. Som guvernör i Illinois 1917–1921 omorganiserade han delstatens administration. Han sökte republikanernas kandidatur i presidentvalet i USA 1920. General Leonard Wood och Lowden var de två ledande kandidaterna inför republikanernas partikonvent i Chicago. När partiet varken lyckades ena sig bakom Wood eller bakom Lowden, trädde senator Warren G. Harding fram som kompromisskandidat. Harding nominerades och vann presidentvalet. Efter valsegern ville Harding utnämna Lowden till USA:s marinminister. Lowden hade förväntat sig att åtminstone få bli finansminister eller jordbruksminister och efter att ha noga övervägt saken, tackade han nej till utnämningen. Harding vädjade ännu en gång men Lowden ville inte bli marinminister.
Inför presidentvalet i USA 1924 hade Lowden redan på förhand meddelat att han inte var intresserad av att bli republikanernas vicepresidentkandidat. Calvin Coolidge var ett självklart namn att få fortsätta som USA:s president men det var svårt att hitta en vicepresidentkandidat åt honom. Både Lowden och den andra favoriten, senator William Edgar Borah, var ytterst motvilliga. I den andra omröstningen blev Lowden nominerad av partikonventet och Coolidge skickade honom ett telegram för att gratulera till nomineringen. Lowden verkställde sitt hot och vägrade att ställa upp som vicepresidentkandidat. Delegaterna var tvungna att rösta på nytt och den gången vann Charles G. Dawes som också sedan blev USA:s vicepresident för åren 1925–1929.
Lowden ville sedan bli republikanernas presidentkandidat i presidentvalet i USA 1928. Partikonventet i Kansas City, Missouri nominerade Herbert Hoover till presidentkandidat i den första omröstningen med 837 röster mot 74 röster för Lowden. Hoover vann sedan det årets presidentval.

## Storbonde och jordbruksexpert
Lowden var känd för sin sakkunnighet i jordbruksfrågor och för sitt stora jordbruk, Sinnissippi, nära Oregon i Illinois. Han avled 1943 i lunginflammation i Arizona. Lowden hade 1933 varit med om att grunda stiftelsen Farm Foundation tillsammans med Alexander Legge. Lowden, som sedan ledde stiftelsen efter Legges död, testamenterade till Farm Foundation stora landområden både i Lincoln County och i Desha County i delstaten Arkansas. Lowdens grav finns på Graceland Cemetery i Chicago.